# Dragočava
Dragočava je naseljeno mjesto u općini Foča, Republika Srpska, BiH. Nalazi se na desnoj obali Ćehotine.
Godine 1950. pripojeno joj je naselje Dragočavska Rijeka, a godine 1962. pripojena su joj naselja Kruščica i Saš (Sl.list NRBiH, br.47/62).

## Stanovništvo
| Narod     | Popis 1961. | Popis 1971. | Popis 1981. | Popis 1991. |
| --------- | ----------- | ----------- | ----------- | ----------- |
| Hrvati    |             |             |             |             |
| Muslimani | 55          | 206         | 183         | 130         |
| Srbi      | 155         | 234         | 179         | 127         |
| ostali    | 22          | 1           | 3           | 3           |
| Ukupno    | 232         | 441         | 365         | 260         |